# Фогельзанг-Варзин
Фогельзанг-Варзин (нем. Vogelsang-Warsin) — община в Германии, в земле Мекленбург-Передняя Померания.
Входит в состав района Иккер-Рандов. Подчиняется управлению Ам Штеттинер Хаф. Население составляет 385 человек (2009); в 2003 г. — 425. Занимает площадь 63,20 км².
| Год  | Население |
| ---- | --------- |
| 1991 | 528       |
| 1995 | 456       |
| 2000 | 458       |
| 2005 | 424       |
| 2010 | 375       |